# Троїце-Сергієва лавра
Троїце-Сергієва лавра (рос. Троице-Сергиева лавра) — найбільший монастир Росії, розташований у центрі міста Сергієв Посад Московської області, на річці Кончурі. Монастир чоловічий, заснований у XIV столітті преподобним Сергіем Радонезьким. Відігравав важливу роль у політичному житті Московського князівства, був опорою його правителів. Брав активну участь у боротьбі проти монгольського ярма.
В 1340-х роках Сергій Радонезький заснував невеликий монастир з дерев'яним Святотроїцьким храмом біля Хотькова, на пагорбі Маковець. В 1355 році в монастирі був уведений новий, загальножитійний статут. Територія монастиря була розділена на три частини — житлову, громадську й оборонну; ігуменом монастиря став його засновник. План монастиря, установлений тоді, загалом дійшов до наших днів (прямокутний внутрішній двір із церквою й трапезною, оточений із чотирьох сторін келіями). Незабаром Троїцький монастир став духовним центром Московських земель, підтримкою московських князів.

## Історія лаври до 1744 року
Тут у 1380 Сергій Радонезький благословив військо князя Дмитра Донського, що відправлялося на бій з Мамаєм. 8 вересня 1380 на поле бою вийшли ченці-богатирі Троїцького монастиря — Пєрєсвєт й Ослябя. У 1392 преподобний Сергій помер, а заснований ним монастир протягом декількох сторіч був культурним і релігійним центром Московії. У монастирі складали літописи, переписували рукописи, писали ікони; у XV столітті тут створили «Житіє преподобного Сергія Радонезького», одну з найбільших пам'яток московитської літератури, найцінніший історичний документ.
У 1408 монастир розграбували та спалили війська хана Едигея, але наступні 200 років його історії пройшли майже безхмарно. Монастир відбудовували, розвивавли, він став однією з головних московитських святинь.
У 1422, у році зарахування засновника монастиря до лику святих, на місці дерев'яної церкви заклали головний храм обителі — Троїцький собор. Пізніше за монастирем закріпилася назва «Троїце-Сергієва лавра».
У Смутний час монастир, витримавши 16-місячну облогу військ Речі Посполитої під головуванням Яна Сапіги й Лисовського, став одним з оплотів Другого ополчення Мініна та Пожарського. Великий внесок у справу звільнення внесли архімандрит Діонисій і келар Авраамій Паліцин, що допомагали Ополченню великими пожертвуваннями й підтримували дух війська.
Монастирю сприяли московитські царі. Вони регулярно робили паломництва до святих місць Троїце-Сергія («Троїцький хід»). У монастирі був хрещений Іван IV Грозний. Протягом 1550—1560 келарем був старець Адріан Ангелов.
У 1682, під час Стрілецького бунту, монастир послужив притулком для царівни Софії Олексіївни, царевичів Івана й Петра. У 1689 в монастирі ховався, що врятувався з Москви втечею, Петро I. При ньому в обителі з'явилася чудова барочна трапезна із храмом преподобного Сергія Радонезького. Саме в Троїце-Сергієвому монастирі відбулася розправа над прихильниками Софії. Звідси вже єдиновладним правителем Петро виїхав до Москви.
У 1738 змінилася система керування монастирем: він став підкорятися Духовній раді. Незабаром, в 1744, Троїце-Сергіїв монастир визнали гідним почесного титулу лаври. Главою лаври затверджували Митрополита Московського.

## Світлини

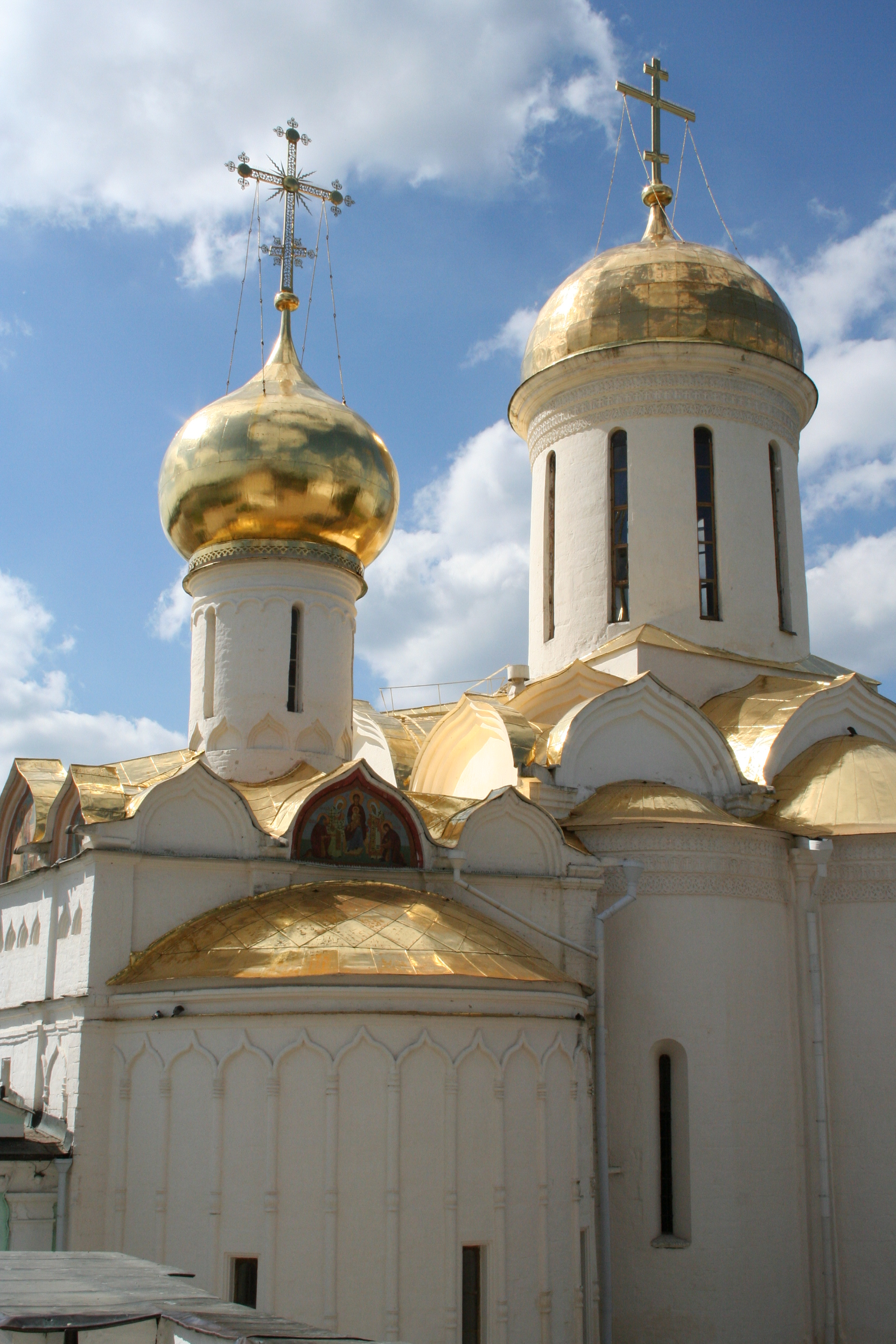
Троїцький собор
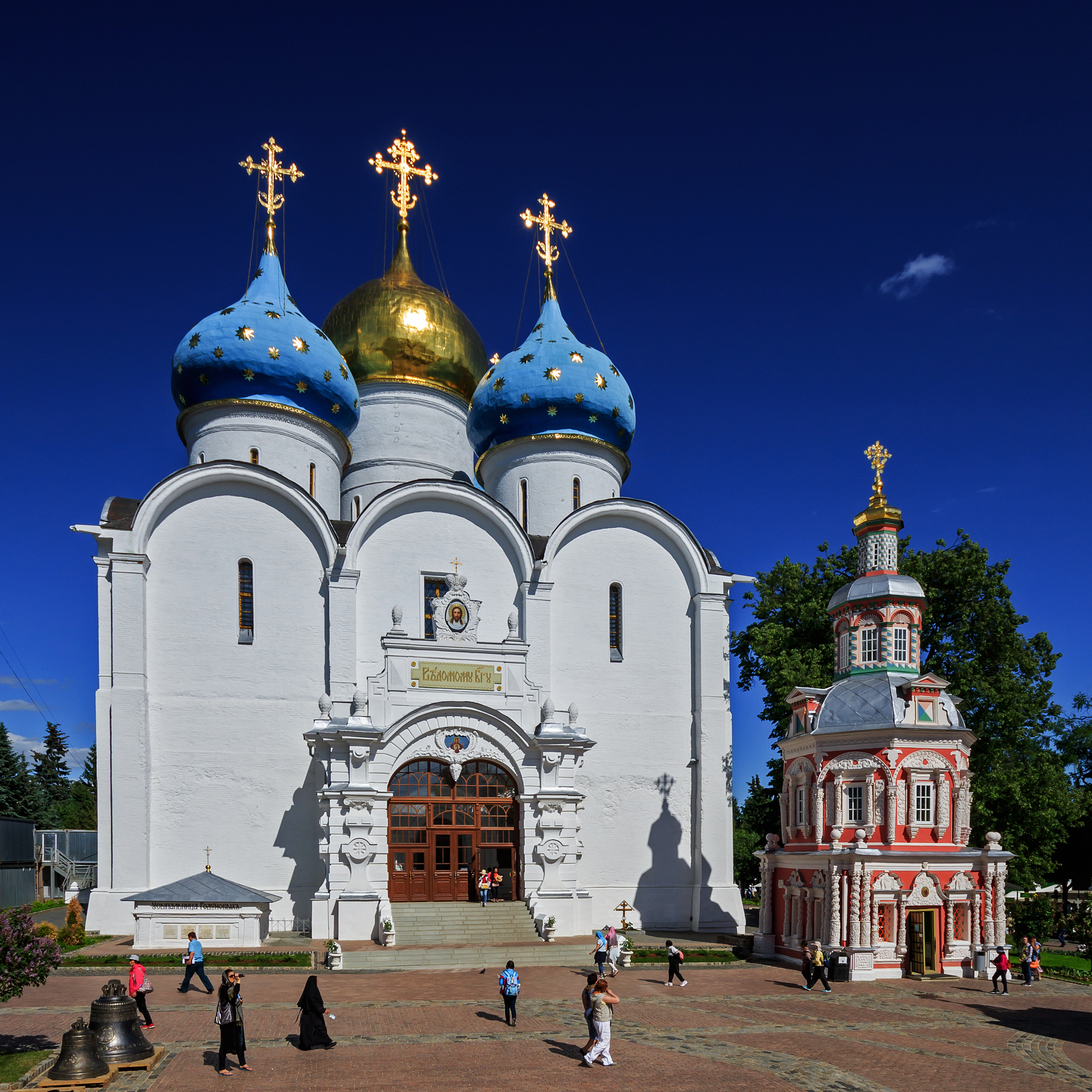
Успенський собор